# 施塔弗爾巴赫
施塔弗爾巴赫是瑞士的城鎮，位於該國北部，由阿爾高州負責管轄，面積8.94平方公里，海拔高度488米，2012年人口1,031，七成人口信奉基督教，人口密度每平方公里115人。